# 440
Évszázadok: 4. század – 5. század – 6. század
Évtizedek: 390-es évek – 400-as évek – 410-es évek – 420-as évek – 430-as évek – 440-es évek – 450-es évek – 460-as évek – 470-es évek – 480-as évek – 490-es évek
Évek: 435 – 436 – 437 – 438 –  439 – 440 – 441 – 442 – 443 – 444 – 445

## Események

### Nyugat- és Keletrómai Birodalom
- III. Valentinianus császárt és Anatoliust választják consulnak.
- A vandálok a Karthágóban zsákmányolt flotta segítségével megtámadják Szicíliát, de hiába ostromolják Lilybaeumot és Panormust, így visszatérnek észak-Afrikába.
- Ősszel a hunok - miután az előző években a Szászánidák visszaverték örményországi portyáikat - a Duna északi partjára települt római kereskedők kifosztásával háborút provokálnak a Keletrómai Birodalommal.
- Flavius Aetius a burgundokkal és a vizigótokkal folytatott harcai után visszatér Ravennába. Hálából győzelmeiért III. Valentinianus felállítja a városban a szobrát.
- Meghal III. Sixtus pápa. Utóda I. (Nagy) Leó.[1]

## Születések
- Eurich, vizigót király

## Halálozások
- augusztus 18. – III. Sixtus pápa[1]
- Meszrop Mastoc, örmény teológus, az örmény ábécé megalkotója

## Fordítás
- Ez a szócikk részben vagy egészben  a(z)   440 című francia Wikipédia-szócikk ezen változatának fordításán alapul.  Az eredeti cikk szerkesztőit annak laptörténete sorolja fel. Ez a jelzés csupán a megfogalmazás eredetét és a szerzői jogokat jelzi, nem szolgál a cikkben szereplő információk forrásmegjelöléseként.